# Léopold Dion
Pour les articles homonymes, voir Dion.
Léopold Dion (né le 25 février 1920 - décédé le 17 novembre 1972), connu aussi sous le nom de Léo-Paul Dion, est un criminel sexuel et un tueur en série qui a sévi au Québec, Canada, dans les années 1960. Il fut surnommé « le monstre de Pont-Rouge ».
Il a abusé sexuellement 5 garçons et une enseignante. Parmi ceux-ci, il en a tué quatre. Il amadouait ses victimes en se faisant passer pour un photographe.

## Biographie
Sa première agression sexuelle doublée d'une tentative de meurtre a été faite sur une jeune femme de Pont-Rouge. Léopold Dion et son frère ont violé et poignardé la jeune femme sur la voie ferrée reliant le rang petit Capsa au village de Pont-Rouge. C'était à cette époque une façon courante utilisée par les résidents de ce rang pour se rendre en ligne droite au village. Elle a été abandonnée sur place. Les deux frères Dion la croyaient morte. Elle a survécu à cette agression, mais avait gardé de nombreuses séquelles, tant physiques que psychologiques.
Sa première victime d'homicide fut Guy Luckeniuk (connu aussi sous le nom Luckenuck), un enfant de 12 ans, que Dion amadoua en prenant une série de clichés avec un vieil appareil photo sans pellicule, avant de prétendre vouloir continuer dans un autre décor. Dion étrangla alors Luckeniuk, avant de l'enterrer.
Le 5 mai 1963, Dion croise sur son chemin Alain Carrier, 8 ans, et Michel Morel, 10 ans. Il réitère son stratagème et les emmène dans sa voiture en direction d'un bâtiment délabré à Saint-Raymond-de-Portneuf. À Alain, il fait mine de jouer au prisonnier pour l’attacher dans le chalet. Une fois le plus jeune des deux maîtrisé, Dion s’occupe alors de Michel qu’il amène à l’extérieur. Il demande à l’enfant de se dévêtir et l'étrangle avec un garrot, avant de revenir au chalet et d'étouffer le second enfant.
Le 26 mai 1963, il fait la rencontre de Pierre Marquis. L’enfant de 13 ans se laisse lui aussi tromper par les promesses du prétendu photographe. Ils se retrouvent à deux pas d’une dune, la même qui sert de tombe à Guy Luckeniuk depuis un peu plus d’un mois. Encore une fois, Dion demande à sa victime de poser nu. L'enfant accepte, mais lorsque Dion tente de l'agresser, il se débat avant de céder et de se faire étrangler.
Dion, qui jouissait alors d’une libération conditionnelle pour avoir violé une enseignante plusieurs années auparavant, est arrêté par des policiers le lendemain de son dernier meurtre. C’est la description que donne de lui un autre garçon qu’il a abordé et qui en réchappe, qui a permis son arrestation. Emprisonné, Dion a mis un mois avant d'avouer en détail ses crimes aux enquêteurs.
Défendu par le criminaliste Guy Bertrand, Dion n’a finalement été accusé que d’un seul meurtre, celui de Pierre Marquis, faute de preuves pour les autres. Le 10 avril 1964, le juge Gérard Lacroix le condamne à être pendu.
Léopold Dion va en appel mais la Cour Suprême arrive au même verdict.
Sa peine de mort est commuée en prison à vie sur intervention du Gouverneur Général du Canada Georges Vanier. Il meurt le 17 novembre 1972 à l'établissement Archambault de Sainte-Anne-des-Plaines, battu à coups de barre de fer par un codétenu nommé Normand Champagne.